# San Antonio Scorpions
Der San Antonio Scorpions Football Club war ein US-amerikanisches Fußball-Franchise der North American Soccer League aus San Antonio, Texas. Das Franchise wurde 2010 gegründet und spielte von 2012 bis 2015 in der NASL.
Das Franchise unterschied sich von seinen finanziellen Aktivitäten zu den meisten anderen Sportklubs in den USA. Jeglicher Gewinn ging an den Vergnügungspark Morgan’s Wonderland. Dieser richtet sich besonders an Menschen mit Behinderungen und befindet sich in der Nähe des Toyota Parks in San Antonio.

## Geschichte
Am 4. Oktober 2010 gab die NASL bekannt, dass ein Expansion Team aus San Antonio zur Saison 2012 in die Liga eintreten wird. Die Eigentümergruppe des neuen Franchises wird von dem Geschäftsmann Gordon Hartman geleitet.
Auf einer Pressekonferenz am 10. Januar 2011 wurden der Teamname und das Logo bekannt gegeben.

### Erste Saison
Das erste Spiel in der NASL der Scorpions fand am 7. April 2012 statt. Gegen die Atlanta Silverbacks erreichte die Mannschaft ein 0:0. Unter dem Trainer Tim Hankinson erreichte die Mannschaft den ersten Platz in der Regular Season am Ende der Saison. In den anschließenden Play-offs musste man sich allerdings den Minnesota Stars FC nach Hin- und Rückspiel mit 2:1 geschlagen geben.
Im US Open Cup 2012 sorgten die Scorpions in der dritten Runde für eine kleine Sensation, als man den Major-League-Soccer-Klub Houston Dynamo mit 1:0 besiegen konnte. Allerdings schied man schon in der folgenden Runde gegen die Charlotte Eagles nach Verlängerung aus.

### Entwicklung seit 2013
Zur Saison 2013 änderte sich das Austragungssystem der NASL. Es wurde eine Saison im Frühling (Spring Season) und eine Saison im Herbst (Fall Season) ausgetragen. Die anschließenden Play-offs trugen die Sieger der jeweiligen Spielzeiten aus. Im Frühling erreichten die Scorpions einen dritten Platz. Allerdings konnte man im Herbst nur 3 Siege aus 14 Spielen erreichen, somit stand die Mannschaft auf dem 8. und letzten Platz in der Saison. Auch eine Entlassung des bisherigen Trainers Hankinson konnte hier keine Besserung bringen. Der ehemalige kanadische Fußballspieler Alen Marcina wurde am 27. August 2013 neuer Trainer der Scorpions.
Im US Open Cup 2013 musste man sich in der zweiten Runde dem USL PDL-Klub FC Tucson geschlagen geben.
2014 wechselte der ehemalige kolumbianische Nationalspieler Rafael Arlex Castillo nach San Antonio. Castillo erzielte in der Spring und Fall Season insgesamt 9 Tore für die Scorpions und war damit der erfolgreichste Torschütze der Mannschaft. In der Spring Season erreichten die Texaner einen dritten Platz, wie schon im Vorjahr. Die Fall Season konnte man nach 11 Siegen mit dem ersten Platz beenden. Damit qualifizierte sich die Mannschaft zum zweiten Mal nach 2012 wieder für die Play-offs. Nach einem Sieg gegen New York Cosmos am 8. November 2014 stand der FC im Soccer Bowl 2014, dem Finale der NASL Play-offs. Gegner waren am 15. November 2014 die Fort Lauderdale Strikers. Die Scorpions siegten mit 2:1 und wurden damit zum ersten Mal Soccer Bowl Sieger.

## Stadion
- Heroes Stadium (2012)
- Blossom Stadium (2012) 1 Spiel im US Open Cup
- Toyota Field (2013-)

In der ersten Saison bestritt die Mannschaft im Heroes Stadium ihre Heimspiele. Der sonst als Football-Stadion genutzte Platz untersteht dem North East Independent School District und beherbergt sonst diverse High-School-Mannschaften aus diesem Bezirk.
Seit 2013 werden die Heimspiele im Toyota Field ausgetragen. Das Stadion fasst 8296 Zuschauer und wurde am 13. April 2013 eröffnet. Es gehört zu der Sports Outdoor and Recreation Organisation, die als Non-Profit-Gesellschaft durch Gordon Hartman gegründet wurde. Der in der Nähe befindliche STAR Soccer Complex, ein Sportgelände mit 13 Fußballplätzen, gehört ebenfalls dazu. Hier findet in der Regel auch das Training der Mannschaft statt.
Des Weiteren ist es möglich, das Toyota Field auf 18.500 Zuschauer zu erweitern, sollte das Franchise den Eintritt in die Major League Soccer erlangen.

## Organisation

### Eigentümer
Besitzer des Franchises ist der aus San Antonio stammende Geschäftsmann und Philanthrop Gordon Hartman. Er ist der Gründer der Gordon Hartman Family Foundation und setzt sich damit für Menschen mit Behinderungen ein. Auch entwickelte er den Vergnügungspark Morgan’s Wonderland für behinderte und nicht-behinderte Menschen. Hartmann war bis 2005 Besitzer verschiedener Firmen, welche aus dem Bereich Immobilien und Hausbau stammen.

### Sponsoren
Haupt- und Trikotsponsor ist Toyota.

### Fangruppierungen
Die San Antonio Scorpions haben zwei große Fangruppen. Die größte sind die Crocketteers, welche im März 2009 gegründet wurden. Am Anfang ging es darum, zu zeigen, dass es in San Antonio viele fußballbegeisterte Menschen gibt und somit eine Fanbasis für eine zukünftige Profifußballmannschaft aus der Stadt geschaffen ist. Mit der Gründung der Scorpions 2010 und dem Eintritt in die NASL 2012 stieg die Mitgliederzahl von anfangs 80 auf mittlerweile 1295 an.
Die andere Gruppe, die C.F.F. (Casual Football Firm), gründete sich 2011 nach der Gründung der Scorpions.

## Jugend
Die San Antonio Scorpions sind Mitglied und Standort der U.S. Soccer Development Academy. Diese wurde 2007 durch die USSF gegründet und ist auf mehrere Standorte in den Vereinigten Staaten verteilt.
Bei den Scorpions werden hier werden die Jahrgänge U13 bis U18 betreut. Es gibt eine U14-, eine U16- und eine U18-Mannschaft. Diese spielen gegen andere Jugendmannschaften innerhalb einer eigenen Liga, welche von U.S. Soccer beaufsichtigt wird.
Die einzelnen Mannschaften werden von den Assistenztrainern der ersten Mannschaften betreut.

## Spieler und Mitarbeiter

### Aktueller Kader
Stand: 12. November 2014
| Nr. |                              | Position | Name             |
| --- | ---------------------------- | -------- | ---------------- |
| 1   | Vereinigte Staaten           | TW       | Daryl Sattler    |
| 2   | Vereinigte Staaten           | AB       | Jonathan Borrajo |
| 3   | Trinidad und Tobago          | AB       | Julius James     |
| 4   | Kanada                       | AB       | Adrian Cann      |
| 5   | El Salvador                  | MF       | Richard Menjivar |
| 6   | Guatemala                    | MF       | Ryan Guy         |
| 7   | Vereinigte Staaten           | MF       | Wálter Restrepo  |
| 8   | Turksinseln und Caicosinseln | ST       | Billy Forbes     |
| 9   | Trinidad und Tobago          | ST       | Trevin Caesar    |
| 10  | Costa Rica                   | ST       | César Elizondo   |
| 12  | Vereinigte Staaten           | AB       | Greg Janicki     |

| Nr. |                    | Position | Name                  |
| --- | ------------------ | -------- | --------------------- |
| 16  | Kolumbien          | MF       | Rafael Arlex Castillo |
| 18  | Mexiko             | MF       | Julio García          |
| 19  | Vereinigte Staaten | MF       | Josue Soto            |
| 20  | Gambia             | ST       | Sainey Touray         |
| 21  | Jamaika            | AB       | Stephen DeRoux        |
| 22  | Polen              | AB       | Tomasz Zahorski       |
| 23  | Vereinigte Staaten | TW       | Jeremy Vuolo          |
| 25  | Vereinigte Staaten | TW       | Josh Saunders         |
| 28  | Vereinigte Staaten | ST       | Giuseppe Gentile      |
| 29  | Frankreich         | ST       | Éric Hassli           |
| 44  | Vereinigte Staaten | AB       | Leone Cruz            |

### Trainerstab
Alen Marcina – Trainer
Der ehemalige Fußballspieler spielte von 2002 bis 2009 aktiv und ist seit 2013 Trainer der Mannschaft. Während seiner aktiven Zeit spielte er für Klubs in Kanada, Griechenland, Deutschland, Dänemark, Puerto Rico, Neuseeland und den USA.
 Nick Evans – Assistenztrainer
Evans begann seine Karriere als Fußballspieler im Alter von 16 Jahren bei Shrewsbury Town. Anschließend spielte er für Mannschaften aus der Welsh Premier League. Er beendete früh seine Fußballkarriere und wechselte ans College nach San Antonio. Dort spielte er weiter Fußball und machte seinen Abschluss. Auch in Wales erhielt er einen Universitätsabschluss in Sportwissenschaften.
 Oscar Munoz – Assistenztrainer
Der ehemalige kolumbianische Nationalspieler spielte 14 Jahre lang in der kolumbianischen Liga Fußball. Er ist seit über 17 Jahren Trainer im Jugendbereich in Texas.
 Juan Lamadrid – Torwarttrainer
Lamadrid war bis 1996 aktiver Fußballspieler in Mexiko, die meiste Zeit in der zweiten Liga. Nach seinem Karriereende war Trainer an dem Los Angeles Valley College und später dann an der CD Chivas USA San Bernardino Academy. Seit 2012 ist er Torwarttrainer bei den Scorpions.

## Erfolge
- North American Soccer League
  - Fall Season Gewinner: 2014
  - Woosnam Cup: 2012
  - Soccer Bowl: 2014

## Statistiken

### Saisonbilanz
| Saison | Stufe | Liga                         | Regular Season                   | Play-offs          | Lamar Hunt U.S. Open Cup | CONCACAF Champions League |
| ------ | ----- | ---------------------------- | -------------------------------- | ------------------ | ------------------------ | ------------------------- |
| 2012   | 2     | North American Soccer League | 1. Platz                         | Halbfinale         | 4. Runde                 | nicht qualifiziert        |
| 2013   | 2     | North American Soccer League | Spring: 3. Platz Fall: 8. Platz  | nicht qualifiziert | 2. Runde                 | nicht qualifiziert        |
| 2014   | 2     | North American Soccer League | Spring: 3. Platz Fall: 1. Platz  | Super Bowl Sieger  | 4. Runde                 | nicht qualifiziert        |
| 2015   | 2     | North American Soccer League | Spring: 7. Platz Fall: 10. Platz | nicht qualifiziert | 3. Runde                 | nicht qualifiziert        |

1. ↑  Der Wettbewerb beginnt jeweils im Herbst des vorherigen Jahres.

### Zuschauerstatistik
| Saison | Zuschauer (Durchschnitt) |
| ------ | ------------------------ |
| 2012   | 9.176                    |
| 2013   | 6.957                    |
| 2014   | 6.778                    |
| 2015   | 6.736                    |